# Ратан (Оклахома)
Ратан (енгл. Rattan) град је у америчкој савезној држави Оклахома.

## Демографија
По попису из 2010. године број становника је 310, што је 69 (28,6%) становника више него 2000. године.
| Група             | 2000.       | 2010.       |
| Белци             | 194 (80,5%) | 214 (69,0%) |
| Афроамериканци    | 0 (0,0%)    | 6 (1,9%)    |
| Азијати           | 0 (0,0%)    | 0 (0,0%)    |
| Хиспаноамериканци | 6 (2,5%)    | 16 (5,2%)   |
| Укупно            | 241         | 310         |